# Athlītikos Omilos Foinikas Syrou 2020-2021
Questa voce raccoglie le informazioni riguardanti l'Athlītikos Omilos Foinikas Syrou nella stagione 2020-2021.

## Organigramma societario
Area direttiva
- Presidente: Chrīstos Kaftīranīs

Area organizzativa
- Team manager: Manōlīs Vamvakousīs
- Statistico: Anna Moustaka
- Custode: Antōnis Zakaios

Area tecnica
- Primo allenatore: Giannīs Orfanos (fino a dicembre), Igor Juričić (da dicembre)
- Secondo allenatore Dīmītrīs Palaitsakīs

Area sanitaria
- Fisioterapista: Rena Hytīrī

## Rosa
| N° | Nome                    | Ruolo | Data di nascita   | Nazionalità sportiva |
| -- | ----------------------- | ----- | ----------------- | -------------------- |
| 1  | Andre Brown             | C     | 24 agosto 1990    | Canada               |
| 2  | Athanasios Maroulīs     | P     | 9 luglio 1988     | Grecia               |
| 3  | Dīmītrīs Gkaras         | L     | 12 novembre 1985  | Grecia               |
| 4  | Alexandros Prōtopsaltīs | S     | 12 gennaio 2002   | Grecia               |
| 5  | Kupono Fey              | S     | 21 gennaio 1995   | Stati Uniti          |
| 6  | Ivan Raič               | O     | 3 giugno 1998     | Croazia              |
| 7  | Athanasios Prōtopsaltīs | S     | 12 settembre 1993 | Grecia               |
| 8  | Theodosīs Īlias         | P     | 20 maggio 1995    | Grecia               |
| 9  | Nikos Papaggelopoulos   | C     | 17 novembre 1988  | Grecia               |
| 10 | Murilo Radke            | P     | 31 gennaio 1989   | Brasile              |
| 11 | Lykourgos Rousīs        | P     | 9 novembre 1988   | Grecia               |
| 13 | Dīmosthenīs Linardos    | C     | 14 febbraio 1997  | Grecia               |
| 14 | Žiga Štern              | S     | 2 gennaio 1994    | Slovenia             |
| 15 | Vasilīs Karasavvidīs    | L     | 17 marzo 1995     | Grecia               |
| 17 | Vasilīs Kōstopoulos     | S     | 16 febbraio 1995  | Grecia               |
| 18 | Nikos Mīlīs             | O     | 4 novembre 1996   | Grecia               |